# Mali medved (ozvezdje)
Mali medved (latinsko Ursa Minor) je ozvezdje severne nebesne poloble in eno od 88 sodobnih ozvezdij, ki jih je priznala Mednarodna astronomska zveza. Bilo je tudi eno od Ptolemejevih 48 ozvezdij. V ozvezdju se nahaja trenutni severni nebesni pol, ki se bo v prihodnosti  zaradi precesije enakonočij spremenil. Severni nebesni pol označuje zvezda Severnica. Zvezda Severnica leži v glavi Malega medveda.
Mali voz leži v ozvezdju Malega medveda. Po obliki nekoliko spominja na Veliki voz, vendar je manj svetel in vsebuje manj zvezd.  V Malem vozu je na 
koncu ojesa zvezda Severnica, ki pa jo pogosto poiščemo s pomočjo velikega voza.

## Znana nebesna telesa v ozvezdju

### Zvezde
- Severnica (α UMi), najsvetlejša zvezda v ozvezdju, je rumena nadorjakinja spektralnega razreda F7 Ib-II SB in navideznim sijem 2,02m. Zvezda pripada redkemu razredu kefeidnih spremenljivk.
- Kohab (β UMi) [Kocab], oranžna orjakinja z navideznim sijem 2,08m. Kohab se od Severnice močno razlikuje, njen spektralni razred je K4 III, njeno oranžno barvo pa je moč razločiti s prostim očesom. Od Sonca je oddaljena 126 sv. l.
- Ferhad (γ Umi) [Ferkab], rahla spremenljivka, spektralni razred A3Iab, navidezni sij 3.027m, oddaljenost 480 sv. l. Skupaj s Kohabom tvori asterizem »čuvarja severnega pola«. Njen polmer je 15 Sončevih.